# Erikbaktsá
Erikbaktsa (Rikbaktsa, Erigpaktsa, Erigpagtsá, Erigpactsa, Erikbaktsá, Arikpaktsá, Aripaktsá, Canoeiro, Canoeiros ili 'Canoe People', Canoeiros do Juruena, "Orelhas de Pau" ili Wooden Ears).- Indijansko pleme, jezik i jezična porodica iz Brazilske države Mato Grosso, dio Velike porodice Macro-Gé, nastanjeni na području istočne obale Juruene, iznerđu Arinosa i Sangue. Erikbaktsa danas imaju više naselja i sela. Njihov jezik kao što je to i nije rijetko u jezicima južnoameričkih Indijanaca, poznaje muški i ženski govor. Žene Rikbaktsa, kao recimo i žene Nambikwara, vole da izobličuju riječi iz čega je nastao poseban jezik kojima one međusobnom komuniciraju.

## Lokacija
Rikbaktse žive u bazenu Juruene, na sjeverozapadu Mato Grossa ,na dva rezervata: Erikbaktsa nastao 1968. na 79,935 hektara i Japuíra, 1986. (na 152,509 hektara). Postoji i treći rezervat, Escondido, još neregistriran, ali s ucrtanim granicama (1998.) na 168,938 hektara.
Teritorij Eriklbaktsa proteže se između 9° 12° S. i 57° i 59° W., šireći se preko bazena Juruene od Rijeke Papagaio na jugu pa do blizu slapova Augusto, na gornjem Tapajósu, na sjeveru. U smjeru zapad-istok zemlaj Erikbaktsa se prostire od rijeke Aripuanã i na istok do Arinosa. Svega skupa ovaj kraj se prostire na 50,000 četvornih kilometara. 

## Etnografija
Privreda
Erikbaktsa su pleme tropske kišne šume s agrikulturom tipa posijeci-i-spali (slash-and-burn) nazivanoj coivara. Njihova polja (roças) prostiru se na između pola i dva hektara. Nove roças, zbog iscrpljivanja tla, prisiljeni su krčiti svake 2-3 godine, a ovo vrijedi i za sva ostala plemena tropske kišne šume. Rikbaktse sebe ipak smatraju prvenstveno lovcima i sakupljačima, pa tek onda obrađivačima tla. Ribolov je također prisutan i ima značajnu ulogu. Agrarni poslovi su sezonski, postoji godišnji ciklus agrikulturnih aktivnosti. Uzgajaju se dvije vrste kukuruza, različiti tipovi yama, kasava, riža, grah, pamuk, uruku, banane, šećerna trska, kikiriki i tikve. Uz ovo Indijanci drže i ananas, razne vrste citrusa (među kojima i tangerine), mango i drugo voće.  Vlasnik polja (roças) je domaćinstvo, koje se sastoji od vlasnika maloke (kuće), njegove žene, njegovih neoženjenih sinova, i njegovih udanih i neudanih kćeri, zetova i unučadi. Oženjeni muškarac sa svojom djecom odlazi iz tastovog doma i gradi svoju vlastitu kolibu i krči nova polja u džungli za svoje roçe.  Nova polja roçe čiste se u petom i šestom mjesecu, odnosno u sušnoj sezoni. Na capoeirama (capoeiras), otvorenim poljima, čisti se od od srpnja do sredine osmog meseca, a porušeno drveće pale u osmom i devetom mjesecu. Poslije prvih kiša, u ranom desetom mjesecu Indijanci počinju sa sjetvom svojih polja.
Većina hrane Rikbaktsa Indijanaca dobiva se lovom, ribolovom i sakupljanjem, to su aktivnosti koje traju tijekom cijele godine. Lov je (uz rat) naravno pravi muški posao. Rikbaktse jedu gotovo sve životinje, iznimke su jedini aligator, zmije, jaguar, mravojed i bjelorepi majmun. Osim mesa bjelorepog majmuna, Rikbaktse koriste u prehrani meso svih ostalih majmuna. Na osobitoj cijeni je meso pekarija, agutija, pake (paca), jelena (crveni i sivi), koatija, tapira (ponekad ga i uzgajaju za hranu), razne vrste armadilla, riječna vidra i taira (tayra). Veliki broj raznih vrsta ptica ima također cijenjeno meso, ali i perje. Od oklopa armadilla Rikbaktse proizvode nakit za žene i djevojke.
Rikbaktse u prehrani koriste i sve vrste riba, kao i jaja tucunaré, riječne kornjače i kornjačina jaja koja sakupljaju po pjeskovitim obalama uz rijeke tijekom sušnog razdoblja.  Djeca u mladosti još od 3 godine sposobna su ubiti ribu strijelom s tri pilasta zuba na vršku, ili rukama uhvatiti riblji mlađ što se okuplja u vegetaciji duž obale, i koji jedu sirov. Ribolov kod Erikbaktsa najfrekventniji je tokom sušne sezone, u periodu kiša on ima manji značaj. Tijekom kišnog razdoblja veliki dio džungle je pod vodom, a osim nekoliko brežuljaka cijeli kraj je jedna velika ravnica. Tada nastaju mnoge lagune, a riba koja se izlegla pred kraj sušnog razdoblja raširi se cijelom poplavljenom nizinom. Većinu riba Rikbaktse love lukom i strijelom.
Sakupljanje je također važno za Rikbaktse. Veliki značaj ima brazilski orah, velike prehrambene vrijednosti, koji se naširoko koristi u prehrani. Jede se sirov ili se kuha i priprema kao kaša, ili kao dodatak za kruh, kolač ili beiju, vrstu prženih palačinki od maniokovog brašna. Ulje ovog oraha koristi se i za prženje. 
Med kojega Indijanci veoma vole, u zemlji Erikbaktsa ima ga više vrsta. Pčelinji med Indijanci uzimaju odmah čim se otkrije nalazište, ali se glavnina odnosi u selo, gdje se od njega proizvodi nekoliko vrsta chiche. Chichu Rikbaktse rade i od banana, mladog kukuruza, yama, kukuruza s bananama, kao i lokalnog voća patauá, inajá, buriti, buritirana, assari, seriva, bacuri, bamy, aboho i bamy. Chicha Rikbaktsa nikada ne fermentira više od dva ili tri dana, tako da u njoj nema alkohola. Veoma je hranjiva i u vrućoj klimi prevencija protiv dehidracije. Konzumira se neprekidno, i od žena, i muškaraca i djece.
U novije vrijeme deforestacija predstavlja veliku opasnost opstanku Erikbaktsa i njihovoj tradicionalnoj ekonomskoj aktivnosti.
Socijalna organizacija
Selo Erikbaktsa tradicionalno se sastoji od jedne ili dvije velike kuće, naseljene proširenim obiteljima. Ova obitelj se satoji od muža i njegove žene, neoženjene i neudane djece, udatih kćerki i njihovih muževa s djecom.  Postoji i muškaračka kuća, kao i u većini južnoameričkih plemena, a nalazimo je i kod Papuanaca. Ova kuća kod Erikbakts se naziva makyry (rodeio, u Brazilskom portugalskom), njezina je namjena da se u njoj okupljaju muškarci, napose udovci i mlađi momci. Godine 1957 misionari su pronašli 42 ovakva Erikbaktsa sela, širom njihovog teritorija, međusobno povezanim puteljcima. Ovakav tip sela nije karakterističan za Gé-plemena, koja su kružna, a što nalazimo i kod dobro proučenih Borôro Indijanaca, ali su česta kod plemena Arawak, njima nesrodnima.
Rikbaktsa društvo ipak je klansko, po sedam klanova u dvije egzogamne polovice. Egzogamija označava zabranu ženidbe unutar polovice, pa sa samim time i u samom klanu. 
Kako je polovica egzogamna, ženidba je unutar nje zabranjena, međutim 1970.-tih godina bilo je slučajeva ženidbe unutar polovice, što se smatralo incestuoznim. Nasljeđe je kod njih patrilinearno, a smatra se i da svatko tko ima odnos s trudnom ženom sudjeluje u očinstvu. Ženidba se preferira među ukrštenim rođacima (sestrična) sa staništem koje je isprva uksorilokalno, i ono je takvo dok se obitelj ne poveća, što slijedi tokom nekoliko godina. Monogamija je najprisutnija kod Erikbaktsa, do poliginijskih brakova dođe tek katkada.
Rikbaktsa društvo poznaje i dobne i spolne razrede. Kako pojedinac postaje stariji on sve više zauzima središnje mjesto u organizaciji socijalnog života. Na najvišem mjestu su starci kojima se iskazuje najviše poštovanja, i koji imaju najviše utjecaja.

## Povijest
O Erikbaktsama je slabo poznato do dolaska sakupljača gume krajem 1940.-tih godina. Arheološka ispitivanja, mitologija kao i njihovo poznavanje tamošnje flore i faune ukazuju na njihovu veoma dugu prisutnost u tom kraju. Susjedna plemena dobro ih poznaju i smatraju agresivnima.  Znani su i po vođenjima ratova protiv susjednih plemena Cinta-Larga i Suruí na zapadu, u bazenu rijeke Aripuanã; na istoku protiv plemena Kayabi i Tapanhuna na jugoistoku; te protiv plemena Irantxe, Pareci, Nambikwara i Enauenê-Nauê na jugu; i opasnih Munduruku Indijanaca i plemena Apiaca s donjeg Tapajósa. Ratobornost su iskazali i protiv sakupljača gume protiv čije su se prisutnosti borili sve do 1962.
Ranih 1960.-tih Erikbaktsa su pacifizirani, a pogađaju ih i razne infekcije i epidemije, uključujući vodene ospice (Varicella ili chicken pox) i bopginje. Ove epidemije decimirale su 75/% populacije, koja je u vrijeme kontakta bila procijenjena na nekih 1300. Posljedica svega bila je odvođenje većine male djece na jezuitski internat Internato Jesuítico de Utiariti, na rijeci Papagaio, oko 200 kilometara od njihovog obitavališta. Ova djeca u jezuitskoj školi dolaze u kontakt s djecom drugih plemena i kontaktiraju s misionarima. Populacija odraslih Erikbaktsa postupno je preseljena iz svojih domova u jedno veće naselje gdje žive pod tutorstvom jezuita. Godine 1968. označena je i granica rezervata Erikbaktsa. Tijekom 1970.-tih godina misionari mijenjaju svoj pogled i držanje prema Indijancima, i njihovom pravu o postojanju njihove vlastite kulture. Do kraja 1970.-tih Rikbaktse se bore da zavladaju cijelim svojim tradicionalnim područjem, pa je već 1998 označena većina njihovog plemenskog područja. Nešto je drvosječa i rudara ipak tamo ostalo.

## Vanjske poveznice
- Mulheres Erikbatsa produzem artesanato de argila  Arhivirana inačica izvorne stranice od 28. rujna 2007. (Wayback Machine)
- Rikbaktsa
- Vocabulário ricbactsa  Arhivirana inačica izvorne stranice od 7. rujna 2006. (Wayback Machine)
- Rikbaktsa, os canoeiros do Rio Juruena

|  | Zajednički poslužitelj ima još gradiva o temi Erikbaktsá |